# Teraz Polska

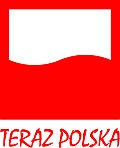
Godło „Teraz Polska”

Teraz Polska – polski znak promocyjny, który powstał w 1992 roku. Głównym celem postawionym przez twórców idei godła była walka o odrodzenie prestiżu polskiej marki.

## Historia godła
Korzenie godła „Teraz Polska” sięgają 1991 roku, czyli początku okresu transformacji gospodarki i tworzenia się wolnego rynku w Polsce. Otwarcie granic na towary importowane pozwoliło społeczeństwu poznać nowe możliwości konsumpcji. Natomiast polskie firmy były nieefektywne i źle zarządzane, polska myśl techniczna zamierała, a polskie produkty nie wytrzymywały konkurencji z importowanymi.
Wówczas pojawiła się inicjatywa Polskiego Programu Promocyjnego i koncepcja polskiego znaku promocyjnego. Ideą tego programu była promocja polskich przedsiębiorstw, a także ich wspieranie w zakresie marketingu na coraz bardziej konkurencyjnym rynku.
Znak graficzny zaprojektował prof. Henryk Chyliński (autor m.in. znaków Polskiego Radia i Orlenu), a autorem hasła słownego Teraz Polska był aktor Wiktor Zborowski.
Przez 20 lat istnienia Konkursu „Teraz Polska”, grono laureatów konkursu urosło do kilkuset firm, instytucji i gmin. Na liście figurują zarówno wielkie, szeroko znane przedsiębiorstwa, jak i małe podmioty. Łączy je jedno – wysoka jakość oferowanych wyrobów bądź usług.

## Kalendarium
1992

Rozstrzygnięcie Konkursu na Znak i na Hasło dla Programu Promocyjnego

1993

Ogłoszenie pierwszego konkursu i przyznanie pierwszych statuetek z Godłem „Teraz Polska”

1996

Objęcie Fundacji Polskiego Godła Promocyjnego patronatem urzędu Prezydenta Rzeczypospolitej Polskiej

2006

Wprowadzenie do Konkursu dwóch nowych kategorii: Konkurs „Teraz Polska” dla Gmin oraz Konkurs „Teraz Polska” dla Produktów Lokalnych

2007
- Uruchomienie Programu „Polski Sukces – Dokonania i Perspektywy”
- Inauguracja „Konkursu na najlepsze prace magisterskie, dotyczące promocji polskiej gospodarki”
- Wprowadzenie do Konkursu „Teraz Polska” nowej kategorii – dla Gmin

2008
- Wprowadzenie do Konkursu „Teraz Polska” nowej kategorii – dla Przedsięwzięć Innowacyjnych

2010

Rusza nowy konkurs „Wybitny Polak”

## Konkurs „Teraz Polska”
Jednym z najbardziej rozpoznawalnych działań Fundacji Polskiego Godła Promocyjnego jest organizacja konkursu „Teraz Polska”, pod patronatem honorowym Prezydenta RP, którego zadaniem jest wyłonienie najlepszych produktów i usług, zarówno tych o ustalonej renomie, jak i tych dotąd mało znanych, które dzięki swoim walorom jakościowym, technologicznym i użytkowym są lub mogą stać się wzorem dla innych. W ramach konkursu „Teraz Polska” od 2007 roku Fundacja wybiera także najlepszą pod względem gospodarności, a także atrakcyjności dla mieszkańców i przedsiębiorców, jednostkę samorządową. Natomiast od 2008 roku stworzona została nowa kategoria laureatów „Przedsięwzięcia Innowacyjne”.
Dotychczas przeprowadzono 22 edycje Konkursu. Wzięło w nich udział ponad 4500 przedsiębiorstw, wyłoniono blisko 500 laureatów, którzy dzięki posługiwaniu się Godłem odnieśli sukces rynkowy lub wzmocnili swoją pozycję.
Konkurs „Teraz Polska” realizowany jest w 3 kategoriach:
- na najlepsze produkty i usługi,
- dla gmin,
- dla przedsięwzięć innowacyjnych.

## Konkurs „Teraz Polska Promocja”
Realizowany od 2007 r. konkurs, przeznaczony dla studentów ostatnich lat studiów oraz dla absolwentów uczelni wyższych, którzy napisali pracę magisterską dotyczącą szeroko rozumianej promocji Polski. Nadrzędnym celem Konkursu jest popularyzacja tematyki promocji Polski oraz wspieranie procesu kształcenia nowoczesnych kadr dla potrzeb marketingu narodowego Polski. Cel ten realizowany jest poprzez motywowanie studentów do podejmowania prac badawczych w obszarze promocji Polski: jej gospodarki, nauki, kultury itp.
Przesłanie Konkursu jest także adresowane do kadry akademickiej, organizacji i mediów studenckich jako środowisk opiniotwórczych, osób i instytucji, które mają wpływ na kształtowanie się zainteresowań studentów. Intencją organizatorów jest bowiem zwrócenie uwagi na to, że tematyka marketingu terytorialnego jest bardzo atrakcyjna z punktu widzenia jej potencjału naukowo-badawczego, ale także z uwagi na możliwość wykorzystywania tej wiedzy w trakcie kariery zawodowej. Nagrodami w konkursie są: nagrody pieniężne, staże, praktyki, publikacje w e-booku oraz nagrody specjalne przyznawane przez patronów konkursu.

## Konkurs „Wybitny Polak”
Konkurs, którego celem jest wykreowanie pozytywnego wizerunku Polaków, pokazanie ich dokonań oraz wyróżnienie i promocja osób, które potrafiły odnieść sukces w kraju i poza jego granicami, ruszył w 2010 roku. Ponadto zamiarem organizatorów tego przedsięwzięcia jest chęć zaprezentowania i uhonorowania w Polsce osób na stałe przebywających poza Polską, które są znane i szanowane na emigracji, a pozostają zupełnie anonimowe dla Polaków mieszkających w kraju. Konkurs przeprowadzany jest w pięciu kategoriach, w dwóch edycjach: krajowej i zagranicznej.
Kategorie w konkursie: biznes, kultura, nauka, osobowość, „Młody Polak”

## Konferencje z cyklu „Promocja Polski”
Nieprzerwanie od 2007 roku organizowane są konferencje z cyklu „Promocja Polski”. Ich głównym celem jest wymiana poglądów między najważniejszymi decydentami w tej dziedzinie. Bezpośrednia dyskusja pozwala na wyciąganie wniosków, które w dalszej perspektywie mają pozytywnie wpływać na podejmowanie dalszych działań w kierunku promocji Polski.